# 安德鲁·托马斯·科尔尼
安德鲁·托马斯·科尔尼（英語：Andrew Thomas Kearney, 1892年7月5日—1962年1月11日）是一位美国企业家，管理咨询师。

## 生平
1892年出生于宾夕法尼亚州，毕业于宾夕法尼亚州立大学，1929年加入刚成立三年的麦肯锡，成为首位合伙人并担任芝加哥分所所长。1937年詹姆斯·麦肯锡因肺炎突然离世，导致其合伙人就公司未来运营模式产生分歧。1939年公司分拆，芝加哥分所改名为“麦肯锡科尔尼”，他继续担任董事长。纽约分所所长马文·鲍尔则继续使用麦肯锡公司。1947年马文·鲍尔购买麦肯锡独家使用权而迫使“麦肯锡科尔尼”改为科尔尼咨询公司。
1961年退休，1962年1月11日逝世，享年69岁。